# لوسیا کندال
لوسیا کندال (انگلیسی: Lucia Kendall؛ زادهٔ ۲۰ مهٔ ۲۰۰۴) بازیکن فوتبال اهل انگلستان است که در  هافبک برای باشگاه ساوتهمپتون قهرمانی زنان بازی می‌کند،
وی همچنین در تیم‌های ملی فوتبال زیر ۱۹ سال زنان انگلستان و زیر ۲۳ سال زنان انگلستان بازی کرده است.